# Caseopsis
Caseopsis is een geslacht van uitgestorven grote Synapsida dat ongeveer drie meter lang was. Caseopsis leefde in het late Vroeg-Perm (Kungurien), voordat de basale vormen werden vervangen door de meer geavanceerde therapsiden (in de volgende serie). Het was een licht gebouwd, behendig wezen. Het is mogelijk dat deze soort ontsnapte aan grote roofdieren zoals Dimetrodon.
De typesoort Caseopsis agilis werd in 1962 benoemd door Everett Claire Olson. De geslachtsnaam betekent 'een gezicht als van Casea'. De soortaanduiding betekent 'beweeglijk'.
Het holotype FMNH UR 253 werd bij de MacFayden Ranch, in Knox County, Texas, gevonden in een laag van de bovenste San Angelo Formation. Het bestaat uit een skelet met schedel. Een tweede skelet, specimen FMNH UR 255 gevonden bij de Alexander Ranch, is aan de soort toegewezen.
Hoewel Olson de lichte bouw van de schoudergordel en bekkengordel beklemtoonde, hebben latere onderzoekers erop gewezen dat de voorpoot juist uitzonderlijk robuust was. Misschien betreft het een jong van Cotylorhynchus waarvan de schoudergordel in een proces van heterochronie nog moest uitgroeien.